# FK 쿡토시 루다키
FK 쿡토시 루다키는 쿡토시를 연고로 하는 타지키스탄의 축구단이다. 현재는 타지키스탄 프리미어리그에 참가하고 있다.

## 우승
- 타지키스탄컵: 1998, 2002, 2008, 2017